# Avanti West Coast
Avanti West Coast — один з операторів Британських залізниць, що займається швидкісними перевезенямми між такими містами як Лондон, Бірмінгем, Крю, Манчестер, Ліверпул, Блекпул, Холіхед, Глазго та Едінбург. Загалом зупинається на 46 станціях, володіє 16-ма. Замінила компанію Virgin Trains 8 грудня 2019 року.
Компанією володіє FirstGroup (70 %) та Trenitalia (30 %)
Рухомий склад: 18 поїздів Class 221 Super Voyager та 56 поїздів Class 390 Pendolino.